# Аксай (хлебобараночный комбинат)
Хлебобараночный комбинат «Аксай» (каз. Ақсай нан) — крупнейшее хлебопекарное предприятие в Республике Казахстан. Расположено в городе Алматы, единственное сохранившееся из 7 приватизированных хлебозаводов.

## История
Хлебобараночный комбинат «Аксай» основан в 1987 году. Находился в составе 7 хлебозаводов государственного объединения «Алма-Ата хлеб».
Предприятие «Аксай» сохраняет позиции основного поставщика хлебобулочных изделий крупнейшего мегаполиса Казахстана. В 2007 году приостановка работы алматинского завода «Аксай» стала причиной дефицита хлеба в городе.
В 2022 году было создано ТОО «Торговый дом АксайНан» с целью извлечения доходов в интересах учредителя. Компания осуществляет торгово-посредническую деятельность, в частности, занимается розничной продажей продукции ТОО «Хлебобараночный комбинат «Аксай» в собственных магазинах. 

## Доля рынка
«ХБК Аксай» ежедневно производит более 150 тонн продукции, на 60 % обеспечивает потребность города Алматы в хлебе, ежедневно потребляющего в среднем 500 тонн хлеба. Комбинат «ХБК Аксай» аффилирован с Восточно-Казахстанским мукомольно-комбикормовым комбинатом в городе Семей.

## Социальное значение
«ХБК Аксай» выпускает «социальный хлеб» — хлеб пшеничный из муки первого сорта (формовой), являющимся по законодательству социально значимым продовольственным товаром, на который действует предельная цена. Предприятие, в свою очередь получает от государства финансовые средства, для закупа дотационной муки 1-сорта по сниженной фиксированной цене. Производство и продажа «социального хлеба» позволяет избежать социальную напряженность в казахстанском обществе.
Кроме продажи населению города Алматы, «ХБК Аксай» является поставщиком хлеба, в объекты образования, детские дома и социальные учреждения, делая хлеб доступным для людей.
В 2020 году «ХБК Аксай» получил от акимата льготный заём под 0,01 % на сумму 350 млн тенге для производства социального хлеба формового из муки 1-го сорта — более 21,8 млн булок с отпускной розничной ценой по 70 тенге. В 2021 году от акимата получен заём на 607 млн и 392 млн тенге.

### Рост цены на социальный хлеб
2 сентября 2024 года «ХБК Аксай» подняла розничную цену за булку формового «социального хлеба» с 80 тенге до 120 тенге, что вызвало массовое возмущение у жителей Алматы. Однако ввиду того, что 6 октября 2024 года в стране должен был состояться Референдум о строительстве АЭС в Казахстане, с 9 сентября 2024 года цена в 80 тенге была возвращена. После проведения референдума компания «ХБК Аксай» начала обратно поднимать цену на «социальный хлеб»: с 9 октября 2024 года — 90 тенге, с 4 ноября 2024 года — 100 тенге, с 7 мая 2025 года—150 тенге, что вызвало массовое недовольство жителей.

## Модернизация
Нашумевшая ситуация с несчастным случаем на алматинском заводе «Аксай» стала причиной серьёзного пересмотра руководством политики безопасности предприятий. Была произведена технологическая модернизация и автоматизация «Аксай», включая внедрение современных сетевых решений.
При технологическом апгрейде в «Аксай» важным фактором рассматривалось сохранение классической рецептуры хлебных изделий, а также выпуск хлебной продукции нового поколения с функцией коррекции здоровья человека.

## Владельцы
Владельцем ТОО «Хлебобараночный комбинат «Аксай» является олигарх Сарсенов, Рашид Темирбулатович.